# Kärlekens språk
Kärlekens språk (även Kärlekens språk 2000) är en svensk sexualupplysningsfilm från 2004, i regi av Anders Lennberg.

## Handling
Filmen utgår från ett fiktivt sexualupplysningsprogram med en programledare vid namn Stella Måne (Regina Lund). Programmet är i filmen mycket populärt bland både unga och äldre. Under filmens gång blandas informationsscener med historier om olika människor, med allt från två homosexuella tjejer som finner varandra, till en av deras farfäder som har potensproblem, till tjejer på audition för att medverka i en reklamfilm för akut p-piller.

## Om filmen
Filmen premiärvisades 2 april 2004 och filmades av Håkan Lidman. De realistiska sexscenerna vållade viss uppmärksamhet. Bland annat demonstrerar skådespelaren Martin Hedman på sig själv hur man sätter på en kondom samt onanerar.

## Roller i urval
- Regina Lund - Stella Måne
- Jan Mybrand - Ulf
- Bert-Åke Varg - morfar
- Kim Anderzon - Emilia
- Themba Tainton - Lloyd
- Maj-Briht Bergström-Walan - sexolog
- Katerina Janouch - sexolog
- Arne Weise - tv-presentatör
- Sascha Zacharias - Emma
- Emma T. Åberg - Sabine

## Filmmusik i urval
- Language of Love, kompositör Jonathan Hummelman, text Jonathan Hummelman och Niklas Serén, sång Regina Lund och Mikael Rickfors
- Franska sviter. Svit nr 5, BWV 816. Gavotte, kompositör Johann Sebastian Bach, musikarrangör Petter Nordwall
- Quasi Duet, kompositör Mauro Giuliani, muisikarrangör Petter Nordwall
- Vinjett från Kärlekens språk, kompositör Petter Nordwall
- Fragile, kompositör och text Regina Lund, sång Regina Lund
- Love Theme, kompositör Petter Nordwall
- Sex, kompositör Regina Lund, text Regina Lund och Microman, sång Regina Lund
- Ready for Love, kompositör och text Petter Nordwall, sång Fanny Hamlin och Adam Appel
- Dizzy, kompositör Petter Nordwall
- Erotikens ocean, kompositör och text Petter Nordwall, sång Jonas Rydergren
- Fantasia, kompositör Petter Nordwall
- Craving, kompositör och text Petter Nordwall, framförs av Ollie Olson
- Solo con te, kompositör och text Petter Nordwall, sång Sascha Zacharias
- Mr. Strawberry, kompositör Mark Ambervill
- Klopfgeist, kompositör Petter Nordwall
- A New Man, kompositör Petter Nordwall
- Taking My Hope, kompositör Mark Ambervill
- Da Spot, kompositör och text David Åhlund, sång Tweeky
- Pimm's Poems, kompositör Petter Nordwall
- Olhar para fora para o número dois, kompositör och text Petter Nordwall
- Drops of Glass, kompositör
- Use Me, kompositör Mark Ambervill
- Just Can't Get Enough, kompositör och text Petter Nordwall, sång Sascha Zacharias
- Nasty, kompositör David Åhlund, sång Tweeky
- Paulinas tema från "Dödsdoktorn", kompositör
- How Could You Leave Me, kompositör och text Therése Neaimé, sång Therése Neaimé
- Going Somewhere, kompositör Mark Ambervill
- Piano adagio i F, kompositör Petter Nordwall
- Looks Like We Made It, kompositör Leif Sundin, text Leif Sundin och Martin Hedström, sång Regina Lund